# Oswald Collmann
Oswald Georg Wilhelm Collmann (* 26. Juni 1845 in Marburg; † 1. August 1912 in Bad Altheide) war ein deutscher Bibliothekar, Lehrer, Philologe und Historiker.

## Leben
Als Sohn des Oberlehrers Eckhard Collmann und der Caroline Collmann, geb. von Sturmfeder, geboren, besuchte er bis 1860 das Gymnasium in Marburg, verließ es nach der Sekunda und fuhr dann als Schiffsjunge auf einem Handelsschiff zur See. Bereits nach wenigen Wochen kehrte er der Seefahrt den Rücken und arbeitete in einem Bankgeschäft in Frankfurt am Main. 1861 ging er zurück nach Hause und legte 1862 sein Abitur ab. Er studierte Geschichte und neuere Sprachen in Marburg. Während seines Studiums wurde er 1862 Mitglied der Burschenschaft Arminia Marburg. Ohne sein Examen abgelegt zu haben, wurde er 1866 Hilfslehrer an der Realschule 1. Ordnung in Meseritz. 1868 machte er sein Staatsexamen in Breslau und erhielt eine Lehrbefähigung für Englisch, Französisch, Deutsch und Latein. 1868 wurde er in Breslau zum Dr. phil. promoviert. 1869 ging er an die Saalschule/Realschule in Erfurt. 1870 ging er für Studien nach Frankreich und konnte knapp der Gefangennahme entgehen. 1871 war er Lehrer an der höheren Bürgerschule in Naumburg an der Saale, wo er 1874 zum Oberlehrer befördert wurde. 1877 ging er an die Realschule 1. Ordnung in Posen, wo er 1893 den Titel Professor erhielt. Da er immer schwerhöriger wurde, ging er 1902 in den Ruhestand. 1902 wurde er als Erster Bibliothekar Direktor der Raczyński-Bibliothek, was bei der Gründerfamilie für Protest sorgte, da er als erster Direktor nicht aus Posen stammte und Deutscher war. Collmann war auch als Übersetzer tätig. Er starb 1912 auf einem Erholungsurlaub und wurde in Posen beerdigt.

## Veröffentlichungen (Auswahl)
- The French 'Cid' and his Spanish prototype. Dissertation Universität Breslau 1868.
- Des Landgrafen Friedrich von Hessen Todesritt von Posen nach Kosten. Posen 1903.
- Aus einer Posener Kloster-Chronik. Posen 1911.
- Die Feier der Protestation. Dokumentation zur 450-Jahrfeier der Protestation in Speyer. Speyer 1981.

- Übersetzungen
  - Robert Owen: Eine neue Auffassung von der Gesellschaft. Vier Aufsätze über die Bildung des menschlichen Charakters, als Einleitung zu der Entwicklung eines Planes, die Lage der Menschheit allmählich zu verbessern. Leipzig 1900.
  - William Thompson: Untersuchung über die Grundgesetze der Verteilung des Reichtums zur besonderen Beförderung menschlichen Glücks. Berlin 1903/04.